# Parpusa

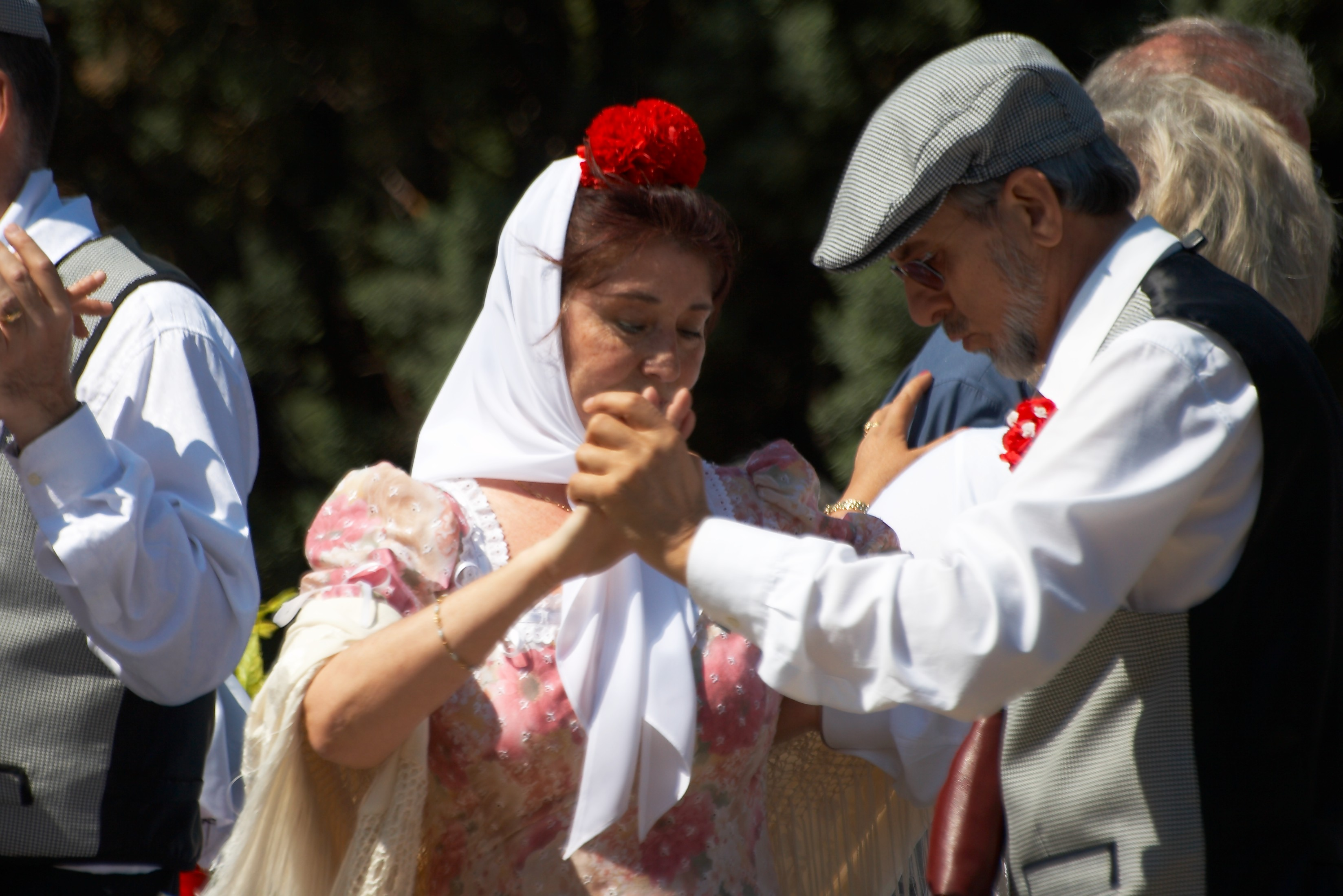
Chulapo llevando una parpusa

Una parpusa es un tipo de gorra, asociada a la indumentaria tradicional de los chulapos, de la ciudad de Madrid.
La parpusa cuenta con una pequeña visera adherida al frente de la gorra, lo cual le da un aspecto característico, y está realizada con una tela de pequeños cuadros blancos y negros.
Actualmente la parpusa no forma parte de la indumentaria diaria de los madrileños, reservándose su uso para festividades locales especiales como las Fiestas de la Paloma, que se celebra durante varios días sobre el 15 de agosto en el barrio de La Latina, o las Fiestas de San Isidro Labrador, que se celebra varios días en torno al 15 de mayo, y en el que la tradición hace que multitud de madrileños y foráneos acudan a la pradera de San Isidro con el traje de chulapo y la parpusa.
El origen de esta gorra es inglés donde se llama "flat cap" o "gorra plana". Era la gorra usada tradicionalmente por la clase trabajadora pero a principios del siglo 20 las clases altas la usaban ocasionalmente en el campo como vestimenta informal. Era la época del mayor poderío del Imperio Británico y la gorra se puso de moda entre los hombres de clase trabajadora en España y quedó fijada como parte del traje típico madrileño. 
https://en.wikipedia.org/wiki/Flat_cap

## Aceptación por la Real Academia Española
Esta palabra figura en el Diccionario de la lengua española publicado por la Real Academia Española. Asimismo, existen otras variantes sobre esta palabra, como el término palpusa, pudiendo denominarse de ambas maneras.
En alguna obra, como en el Diccionario del español actual (Manuel Seco, Olimpia Andrés y Gabino Ramos, ISBN 9788429464726), ya figuran ambas formas.